# فريدريش فون دير دكين
فريدريش فون دير دكين (بالألمانية: Friedrich von der Decken)‏ (و. 1769 – 1840 م) هو دبلوماسي ألماني، كان عضوًا في أكاديمية العلوم في غوتينغن، توفي عن عمر يناهز 71 عاماً.